# Вінкевен
Вінкевен (нід. Vinkeveen) — село в нідерландській провінції Утрехт. Входить до складу муніципалітету Де-Ронде-Венен і лежить приблизно в 18 км на південь від Амстердама.